# Elle
Elle (estilizada ELLE) é uma revista mundial de estilo de vida de origem francesa, focada em moda, beleza, saúde e entretenimento. Foi fundada em 1945 por Hélène Gordon-Lazareff e seu marido, o escritor Pierre Lazareff. O título significa "ela" em francês.

## História
ELLE foi fundada em Paris, na França, em 1945, por Pierre Lazareff e sua esposa Hélène Gordon-Lazareff. É a maior revista de moda do mundo em circulação, com 46 edições em mais de 60 países. Em 1981, Daniel Filipacchi e Jean-Luc Lagardère donos do grupo Hachette Magazines compraram a revista e começaram a expansão da publicação.
Em 1985 foi lançada a primeira edição internacional da revista publicada nos EUA pela Hearst Corporation. Três anos mais tarde em 1988 a revista foi lançada no Brasil, publicada pela Editora Abril. As leitoras de ELLE tem uma idade média de 25 a 35 anos e as assinaturas são responsáveis por 73% das vendas da revista. Seus websites, em diversas línguas, atraem mais de 1 milhão de visitantes, com cerca de 26 milhões de consultas mensais. A vasta maioria de seus leitores é de mulheres (82%) entre 20 e 59 anos.

## ELLE Brasil
A edição brasileira chegou às bancas em maio de 1988, trazendo uma capa verde-amarela com a modelo Julia Kowarick, clicada por JR Duran. Em janeiro de 2018, quando completou 30 anos no Brasil, foi feita uma releitura dessa mesma capa, trazendo a modelo negra Nayara Oliveira.
Além de ter uma identidade própria que faz com que a revista seja colocada no topo das melhores e mais bem conceituadas revistas de moda do mundo, ELLE Brasil é reconhecida por sua inovação e por ter transformado a forma de comunicar moda no país.
Foi pioneira ao colocar pela primeira vez na história uma modelo transexual na capa de uma revista de moda de grande circulação (Lea T. em dezembro de 2011). Quebrou paradigmas em 2015 ao criar a primeira capa-selfie, a mais inclusiva já feita. Em vez da tradicional foto da modelo, a superfície da capa era um espelho com a hashtag #vocênacapa — um convite aos leitores para se fotografarem na capa e compartilhar suas fotos nas redes sociais, afinal, todos têm sua própria beleza e podem ser capa de revista.
Ainda em dezembro de 2015, foi a primeira revista de moda a trazer na capa um manifesto feminista, se posicionando em defesa da equidade de gênero. Também foi a primeira revista de moda feminina a estampar na capa uma robô, em 2016. A equipe viajou até Hong Kong para fotografar Sophia, o projeto de inteligência artificial mais avançado do mundo. Em dezembro de 2017, publicou uma sequência de capas que traziam releituras de obras de arte interpretadas por artistas como Caetano Veloso, Lea T., Zé Celso Martinez Corrêa, Sonia Braga e o casal Lázaro Ramos e Tais Araújo. Essa edição ganhou o prêmio de melhor capa do ano, entregue pela ANNER.
Com um total de 54 mil exemplares vendidos, segundo IVC, sempre foi líder no segmento. Mesmo assim, em 6 de agosto de 2018, a Editora Abril, que até então detinha os direitos de publicação no Brasil, decidiu descontinuar a circulação da revista, junto com outros 9 títulos da casa. A última edição foi inteiramente fotografada na Amazônia e falava sobre sustentabilidade. 
Atualmente a revista tem como principal nome sua diretora-geral Susana Barbosa. Regina Guerreiro e Lenita Assef também estiveram à frente da publicação.  
Em 2020, a edição da ELLE retornou ao Brasil em um novo formato, lançado pela editora Papaki.